# Erythrodiplax minuscula
Erythrodiplax minuscula – gatunek ważki z rodziny ważkowatych (Libellulidae). Występuje na terenie Ameryki Północnej.